# فابريزيو ألاسترا
فابريزيو ألاسترا (بالإيطالية: Fabrizio Alastra)‏ (1 أكتوبر 1997 بإريتشي في إيطاليا - ) هو لاعب كرة قدم إيطالي في مركز حراسة المرمى. لعب مع نادي باليرمو.

## روابط خارجية
- فابريزيو ألاسترا على موقع إي إس بي إن إف سي (الإنجليزية)
- فابريزيو ألاسترا على موقع قاعدة بيانات كرة القدم.إي يو (الإنجليزية)
- فابريزيو ألاسترا على موقع بيانات كرة القدم. دي إي (الألمانية)
- فابريزيو ألاسترا على موقع Soccerbase.com (لاعب) (الإنجليزية)
- فابريزيو ألاسترا على موقع Soccerway.com (الإنجليزية)
- فابريزيو ألاسترا على موقع عالم كرة القدم.نت (الإنجليزية)
- فابريزيو ألاسترا على موقع AS.com (الإسبانية)